# Pastor Maldonado
Pastor Rafael Maldonado Motta (* 9. března, 1985, Maracay, Venezuela) je venezuelský pilot Formule 1 a šampion série GP2 z roku 2010. Ve Formuli 1 závodil za týmy Williams (2011-2013) a Lotus (2014-2015).
Je prvním Venezuelcem, který vyhrál Grand Prix (Španělsko 2012).

## Juniorské série

### Formule Renault
Maldonado začal závodit roku 2003 v italské sérii Formule Renault za stáj Cram Competition. Během sezóny dojel třikrát na pódiu a v šampionátu skončil na sedmém místě.
V roce 2004 závodil zároveň v italské a zároveň i v evropské sérii. Italský šampionát vyhrál, když zvítězil v osmi závodech. V evropské sérii vyhrál dva závody a skončil osmý v šampionátu.
V roce 2004 se také účastnil testu pro stáj F1, Minardi.

### Italská F3000
Roku 2005 se Maldonado neúčastnil celé sezóny v žádné sérii. Účastnil se čtyř závodů v Italské F3000 a jedn závod dokázal dokonce vyhrát. Také se účastnil devíti závodů Světové série Formule Renault, kde bylo jeho nejlepším výsledkem sedmé místo. Ovšem v této sérii způsobil kontroverzi, když neuposlechl příkaz zpomalit kvůli nehody na trati, čímž vážně zranil traťového maršála. Maldonado dostal zákaz účastnit se následujících čtyř závodů a doživotní zákaz závodění v Monaku (tento zákaz byl však později zrušen).

### Formule Renault 3.5
V roce 2006 Maldonado absolvoval celou sezónu ve Formuli Renault 3.5 s týmem Drago Racing. V šampionátu skončil třetí s třemi výhrami. Dokonce mohl vyhrát i titul, v Misanu totiž dojel Maldonado na prvním místě, ale on i celý tým Dragos byli diskvalifikováni.

## GP2
V roce 2007 debutoval v sérii GP2 u týmu Trident Racing. Ve své první sezóně dosáhl jednoho vítězství a jednoho druhého místa a celkově se umístil jedenáctý. V následujících dvou sezónách závodil za týmy Piquet Sports a ART Grand Prix. Umístil se celkově pátý a šestý a celkem v závodech třikrát zvítězil. V roce 2010 se přesunul do týmu Rapax. Sezónu naprosto ovládl, připsal si 6 vítězství a s 87 body získal titul GP2.

## Formule 1
O Maldonadovi ve formuli 1 se začalo mluvit již v roce 2010, kdy o něj měl zájem tým Campos Meta, ale kvůli změny majitele tohoto týmu Maldonado sedačku nezískal a místo něj jezdil za Campos (nyní HRT) Karun Chandhok. Poté se měl Maldonado údajně stát testovacím jezdcem nového týmu Stefan Grand Prix, ale tento tým se nakonec na startovní pole nedostal.

### 2011–2013: Williams

#### 2011
V roce 2011 získal závodní sedačku u týmu Williams, kde nahradil Nica Hülkenberga. Týmovým kolegou mu byl Rubens Barrichello. Do týmu přivedl sponzora v podobě venezuelské státní ropné společnosti PDVSA. Z prvních 2 závodů odstoupil kvůli technickým problémům. Dokončil až jeho třetí závod v Číně, kde skončil osmnáctý. V kvalifikaci na Grand Prix Španělska se dostal do třetí části a do závodu startoval z devátého místa, jenže v závodu se však propadl a dojel mimo body na patnáctém místě. Do třetí části kvalifikace se dostal hned v další kvalifikaci na závod v Monaku, kde nakonec zajel osmý nejrychlejší čas. V závodě dokonce okupoval šestou příčku, ale pět kol před koncem závodu kolidoval s McLarenem Lewise Hamiltona. Maldonado byl tedy po šesti závodech bez jediného bodu. Žádný bod nezískal ani v dalších pěti závodech, kde se opět mnohokrát umístil skvěle v kvalifikaci, ale v samotném závodě mu chybělo tempo. V kvalifikaci na Velkou cenu Belgie měl incident s Hamiltonem, za což dostal penalizaci pěti míst na startu, v závodě však dokázal získat svůj první bod za desáté místo. Po zbytek sezóny se však trápil, nedokázal získat žádné další body a ani se znova nedostal do třetí části kvalifikace. V předposledním závodě v Abu Zabí dokonce startoval na 23. místě a vysloužil si v závodě dvě penalizace, včetně 30sekundové penalizace, za nerespektování modrých vlajek. V sezóně tedy získal jen jeden bod a skončil na celkovém devatenáctém místě.

#### 2012
Pro rok 2012 byl jeho týmovým kolegou určen Bruno Senna. Po osmém místě v kvalifikaci na Grand Prix Austrálie v závodě po souboji o páté místo s Fernandem Alonsem kolo před cílem naboural do zdi a závod nedokončil. V kvalifikaci na malajsijskou velkou cenu obsadil jedenáctou příčku, v 54. kole (dvě kola před cílem) jej zradil motor, když jel na bodované desáté pozici. Po třináctém místě v kvalifikaci v Číně získal svou druhou bodovanou pozici ve Formuli 1, když obsadil osmé místo. V kvalifikaci na GP Bahrajnu obsadil 17. příčku, po penalizaci za výměnu převodovky odstartoval z 22. pozice, závod po defektu v 26. kole nedokončil. Ve Španělsku zajel v kvalifikaci druhý nejrychlejší čas a po diskvalifikaci Lewise Hamiltona získal své první pole position. Hned po startu ho předjel Alonso, ale Maldonado si vzal vedení zpět po druhé sérii pit stopů. Později v závodě odolával útokům ze strany Alonsa a Räikkönena. Dokázal je však udržet za sebou a závod vyhrál. Stal se tak prvním Venezuelcem, který kdy vyhrál Grand Prix. Ve třetím tréninku na Grand Prix Monaka zavinil kolizi se Sergiem Pérezem a před závodem musel měnit převodovku, za oba prohřešky byl odsunut na roštu monacké Grand Prix o dohromady 15 míst. Po startu z 23. místa kolidoval s HRT Pedra de la Rosy, přišel o přední spoiler a ve vlásence u Grand Hotelu narazil do bariéry. Po tomto závodě byl v průběžném pořadí šampionátu desátý s 29 body. V druhé části kvalifikace v Kanadě naboural do slavné Wall of Champions, když jel své nejrychlejší kolo, které by ho posunulo do třetí části kvalifikace. V závodě jezdil chvíli i na desátém místě, ale nakonec skončil třináctý. Do závodu v Evropě odstartoval ze třetího místa po podařené kvalifikaci. V předposledním kole závodu kolidoval s Lewisem Hamiltonem během boje o třetí místo, za což dostal 20sekundovou penalizaci, která ho odsunula mimo body. V Británii opět boural, tentokrát s Sergiem Perézem. Peréz později Maldonada ostře zkritizoval, když ho nazval nebezpečným jezdcem, který kazí závody ostatním pilotům. Maldonado však považoval havárii pouze za závodní incident. Peréz požadoval pro Maldonada trest, což se nakonec i stalo, když Maldonado musel zaplatit pokutu 10 000 eur. V Německu měl Maldonado opět povedenou kvalifikaci, umístil se v ní šestý, jenže v závodu si poškodil auto a dojel mimo body na patnáctém místě. Do Grand Prix Maďarska odstartoval z osmého místa, jenže během závodu zavinil kolizi s Force Indií Paula di Resty a po penalizaci dojel opět mimo body. Během závodního víkendu v Belgii Maldonado obdržel celkem tři penalizace. Kvůli té první, kterou dostal za zpomalování Nico Hulkenberga v první části kvalifikace, byl posunut o tři místa dozadu na startovním roštu, z třetího místa na šesté. Druhou penalizaci obdržel, když odstartoval do závodu dříve, než měl. Třetí dostal za kolizi s Timo Glockem v Marusii. Kvůli tomu byl odsunut o deset míst na roštu dalšího závodu v italské Monze, kde tedy odstartoval na posledním, 22. místě, dokázal však dojet jedenáctý, těsně mimo body. V dalším závodu sezóny v Singapuru se mu opět povedla kvalifikace, kde skončil druhý. V závodu se mu však porouchalo auto, když jel na pódiové příčce. Grand Prix Japonska dokončil na osmém místě a sesbíral první body po pěti měsících od jeho výhry ve Španělsku. V dalších dvou závodech opět nebodoval. Do formy se vrátil v Abu Zabí, kde do závodu odstartoval ze třetího místa, které si dlouho držel, než se mu porouchalo KERS, čímž se propadl na páté místo. V USA dojel devátý. Poslední závod sezóny v Brazílii nedokončil kvůli havárii. Za sezónu Maldonado posbíral celkem 45 bodů a umístil se na patnáctém místě. Dostal také celkem 14 penalizací, které ho celkově stály 38 míst na startu.

#### 2013
Týmovým kolegou se mu pro rok 2013 stal finský nováček Valtteri Bottas. Na začátku roku Maldonado tvrdil, že je monopost Williamsu pro rok 2013 krokem zpět a že jsou zpátky tam, kde byli v roce 2011. První dva závody sezóny nedokončil, v Austrálii boural a v Malajsii se mu na autě porouchalo KERS. V dalších třech závodech nedokázal bodovat. V Monaku způsobil po kolizi s Maxem Chiltonem v Marussii červenou vlajku, tzn. zastavení závodu. Bodovat dokázal až v Grand Prix Maďarska, kde získal bod za desáté místo. V dalších závodech znova bodovat nedokázal, a tak sezónu dokončil s jediným bodem.

### 2014–2015: Lotus
V listopadu 2013 bylo ohlášeno, že Maldonado bude závodit v roce 2014 za Lotus. Týmovým kolegou se mu stal Romain Grosjean.

#### 2014
První dva závody Maldonado opět nedokončil. V Bahrajnu způsobil jednu z nejbizarnějších nehod ve Formuli 1, když naboural do Estebana Gutiérreze. Za tuto havárii byl potrestán několika penalizacemi. V Číně během tréninku naboural do zdi, když zajížděl do boxů, v samotném závodě skončil čtrnáctý. Během kvalifikace na Grand Prix Španělska opět naboural do zdi. V závodě způsobil kolizi při předjíždění Marcuse Ericssona v Caterhamu, za což byl opět penalizován. V Británii opět kolidoval s Estebanem Gutiérrezem. V Maďarsku havaroval znova, když nezvládl řízení a narazil do Marussie Julese Bianchiho. Ve volném tréninku v Belgii Maldonado opět havaroval a musel být ošetřen zdravotníky. Ve volném tréninku na Grand Prix Singapuru způsobil svou nehodou červenou vlajku. V USA obdržel dvě penalizace, i přesto však závod dokončil na devátém místě, za což získal jeho první dva body v sezóně. V dalších závodech již bodovat nedokázal.

#### 2015
V prvním závodu sezóny, v Austrálii, Maldonado opět neviděl šachovnicovou vlajku, protože závod nedokončil kvůli kolizi se Sauberem Felipeho Nasra. Další závod v Malajsii taktéž nedokončil. Maldonado tak nedokončil první dva závody sezóny popáté v řadě, nedokončil je dokonce nikdy v kariéře. První body za sedmé místo získal až v Kanadě a následně dojel znova sedmý v Rakousku. Maldonado opět způsobil kontroverzi, tentokrát během závodu v Maďarsku, kde zavinil kolizi s Sérgio Pérezem, za což byl později penalizován. Několika novináři byl po tomto závodě označen za nejhoršího jezdce současnosti. V dalším závodě v Belgii havaroval ve volném tréninku i v samotném závodu. Ve Velké ceně Itálie Maldonado kolidoval s Nicem Hulkenbergem, za což byl znova kritizován. V Singapuru způsobil kolizi s Jensonem Buttonem, který ho později označil za blázna. I přes kritiku tým Lotus oznámil, že Maldonado bude pilotem této stáje i v roce 2016. Poté Maldonado zahájil sérii bodovaných umístění. V Grand Prix Japonska dojel osmý, v Rusku sedmý a v USA opět osmý. V Grand Prix Brazílie způsobil další nehodu, když najel do boku Sauberu Marcuse Ericssona. I přes penalizaci Maldonado dojel desátý. V posledním závodě sezóny Maldonado kolidoval s Fernandem Alonsem a závod nedokončil. Za sezónu získal celkem 27 bodů a jeho finální místo v šampionátu bylo čtrnácté.
Maldonado měl v roce 2016 závodit za Renault (který odkoupil Lotus) spolu s Jolyonem Palmerem, ale byl nakonec nahrazen Kevinem Magnussenem.

## Kompletní výsledky ve Formuli 1
| Legenda k tabulce | Legenda k tabulce                                                                       |
| Barva             | Výsledek                                                                                |
| ----------------- | --------------------------------------------------------------------------------------- |
| Zlatá             | Vítěz                                                                                   |
| Stříbrná          | 2. místo                                                                                |
| Bronzová          | 3. místo                                                                                |
| Zelená            | Bodované umístění                                                                       |
| Modrá             | Nebodované umístění                                                                     |
| Modrá             | Dokončil neklasifikován (NC)                                                            |
| Fialová           | Odstoupil (Ret)                                                                         |
| Červená           | Nekvalifikoval se (DNQ)                                                                 |
| Červená           | Nepředkvalifikoval se (DNPQ)                                                            |
| Černá             | Diskvalifikován (DSQ)                                                                   |
| Bílá              | Nestartoval (DNS)                                                                       |
| Bílá              | Závod zrušen (C)                                                                        |
| Světle modrá      | Pouze trénoval (PO)                                                                     |
| Světle modrá      | Páteční testovací jezdec (TD)                                                           |
| Bez barvy         | Netrénoval (DNP)                                                                        |
| Bez barvy         | Vyřazen (EX)                                                                            |
| Bez barvy         | Nepřijel (DNA)                                                                          |
| Bez barvy         | Odvolal účast (WD)                                                                      |
| Bez barvy         | Nezúčastnil se (prázdné)                                                                |
| Označení          | Význam                                                                                  |
| Tučnost           | Pole position                                                                           |
| Kurzíva           | Nejrychlejší kolo                                                                       |
| †                 | Jezdec nedojel do cíle, ale byl klasifikován, protože odjel více než 90 % délky závodu. |
| ‡                 | Byl udělován poloviční počet bodů, protože bylo odjeto méně než 75 % délky závodu.      |
| Horní index       | Umístění bodujících jezdců ve sprintu                                                   |

| Rok  | Tým                  | Šasi             | Motor                       | 1       | 2       | 3       | 4       | 5       | 6       | 7       | 8      | 9       | 10     | 11      | 12      | 13     | 14      | 15     | 16      | 17      | 18     | 19      | 20      | Body | Umístění  |
| ---- | -------------------- | ---------------- | --------------------------- | ------- | ------- | ------- | ------- | ------- | ------- | ------- | ------ | ------- | ------ | ------- | ------- | ------ | ------- | ------ | ------- | ------- | ------ | ------- | ------- | ---- | --------- |
| 2011 | AT&T WilliamsF1 Team | Williams FW33    | Cosworth 2,4 V8             | AUS Ret | MAL Ret | CHN 18  | TUR 17  | ESP 15  | MON 18† | CAN Ret | EUR 18 | GBR 14  | GER 14 | HUN 16  | BEL 10  | ITA 11 | SIN 11  | JPN 14 | KOR Ret | IND Ret | ABU 14 | BRA Ret |         | 1    | 19. místo |
| 2012 | Williams F1 Team     | Williams FW34    | Renault RS27-2012 V8        | AUS 13† | MAL 19† | CHN 8   | BHR Ret | ESP 1   | MON Ret | CAN 13  | EUR 12 | GBR 16  | GER 15 | HUN 13  | BEL Ret | ITA 11 | SIN Ret | JPN 8  | KOR 14  | IND 16  | ABU 5  | USA 9   | BRA Ret | 45   | 15. místo |
| 2013 | Williams F1 Team     | Williams FW35    | Renault RS27-2013 V8        | AUS Ret | MAL Ret | CHN 14  | BHR 11  | ESP 14  | MON Ret | CAN 16  | GBR 11 | GER 15  | HUN 10 | BEL 17  | ITA 14  | SIN 11 | KOR 13  | JPN 16 | IND 12  | ABU 11  | USA 17 | BRA 16  |         | 1    | 18. místo |
| 2014 | Lotus F1 Team        | Lotus E22        | Renault Energy F1-2014      | AUS Ret | MAL Ret | BHR 14  | CHN 14  | ESP 15  | MON DNS | CAN Ret | AUT 12 | GBR 17† | GER 12 | HUN 13  | BEL Ret | ITA 14 | SIN 12  | JPN 16 | RUS 18  | USA 9   | BRA 12 | ABU Ret |         | 2    | 16. místo |
| 2015 | Lotus F1 Team        | Lotus E23 Hybrid | Mercedes-Benz PU106B Hybrid | AUS Ret | MAL Ret | CHN Ret | BHR 15  | ESP Ret | MON Ret | CAN 7   | AUT 7  | GBR Ret | HUN 14 | BEL Ret | ITA Ret | SIN 12 | JPN 8   | RUS 7  | USA 8   | MEX 11  | BRA 10 | ABU Ret |         | 27   | 14. místo |